# Iván Fresneda
Iván Fresneda Corraliza (Madrid, 28 de septiembre de 2004) es un futbolista español. Juega de defensa en el Sporting C. P. de la Primeira Liga de Portugal.

## Trayectoria
Nació en Madrid y tras dar sus primeros pasos en el C. F. Quijorna (2008-2013) y la EFMO Boadilla (2013-2014), se une a La Fábrica del Real Madrid en 2014, la cual abandona cuatro años después para unirse al fútbol base del C. D. Leganés. En 2020 firma por el Real Valladolid C. F. para unirse a su cantera.
El 5 de enero de 2022, aún sin haber participado con el filial, debuta con el primer equipo al partir como titular en una derrota por 0-3 frente al Real Betis Balompié en Copa del Rey.
Debuta en la Segunda División de España el 8 de enero del 2022, siendo titular y jugando los 90 minutos, en el partido disputado en el Estadio José Zorrilla contra el Burgos C. F. con el resultado de 1-0 a favor del equipo Pucelano.
El 6 de marzo de 2022 debutó con el Real Valladolid Promesas como titular en la derrota por 0-2 frente a la U. D. Logroñés en Primera División RFEF 2021-22.
El 9 de septiembre de 2022 debutó frente al Girona F. C. con resultado de 2-1 siendo el jugador más joven (17 años) en debutar en la Primera División de España por parte del conjunto blanquivioleta, desde el año 1996.
El 30 de agosto de 2023 fue traspasado al Sporting C. P. de la Primeira Liga de Portugal. Firmó hasta el 30 de junio de 2028 y tendrá una cláusula de rescisión de 80 000 000 €. El traspaso se cifró en 9 000 000 € más variables.
Su debut con el equipo portugués se produjo el 3 de septiembre de 2023 en la 4.ª jornada de la Primeira Liga con el dorsal 22 y el rival fue el S. C. Braga. El partido se disputó en Estadio Municipal de Braga de Braga. Disputó los últimos 5 minutos de partido con 1-1 en el marcador que es como finalizó el partido. Su debut en Europa se produjo en la Liga Europa el 21 de septiembre de 2023 en la 1.ª jornada de la fase de grupos en partido jugado contra el SK Sturm Graz en el Stadion Graz-Liebenau de Graz. Disputó los últimos 13 minutos de partido y con Iván en el campo el equipo lisboeta consiguió remontar el partido para terminar con victoria por 1-2. El 19 de noviembre pasó por el quirófano para solucionar sus problemas en el hombro, problemas que ya tenía de su paso por el equipo castellano y leonés. El periodo de baja está fijado entre 3 y 4 meses.

## Selección nacional

### Sub-18
Con la selección española sub-18 debutó en partido amistoso el 28 de abril de 2022 en Rabat (Marruecos) contra la selección de Marruecos sub-20 disputando todo el encuentro con el resultado de 0-2 favorable a España.
El debut oficial con la selección española Sub-18 se produce el 30 de junio de 2022 contra Marruecos en los Juegos del Mediterráneo 2022 disputados en Orán (Argelia) en el que España empata 1-1. Estos son los 2 partidos jugados en esta categoría antes de dar el paso a la sub-19.

### Sub-19
En este mismo año, es convocado con la selección española sub-19 para dos encuentros amistosos frente a la selección de Israel que se celebraron en la Ciudad del Fútbol de Las Rozas preparatorios para el preeuropeo de la categoría, en el primero de ellos disputado el 29 de agosto de 2022 el debut de Fresneda se produjo en el minuto 70 siendo el resultado final de 0-0 y en el segundo de ellos disputado el 1 de septiembre de 2022, Fresneda fue titular siendo el resultado final de 2-0 a favor de España.
Posteriormente participó en 5 partidos de Clasificación Eurocopa Sub-19 2023, para la que se clasificaron y para dos partidos amistosos.
En julio de 2023 fue convocado para la Eurocopa Sub-19 2023 que se disputó en Malta en la que fue titular en tres de los cuatro encuentros disputados. Llegaron hasta semifinales en las que fueron eliminados por Italia Sub-20, selección que finalmente se proclamó campeona.

## Estadísticas

### Clubes
Actualizado al último partido disputado el 29 de octubre de 2024.
| Club                                    | Div.          | Temporada     | Liga  | Liga  | Copas nacionales | Copas nacionales | Copas internacionales | Copas internacionales | Total | Total |
| Club                                    | Div.          | Temporada     | Part. | Goles | Part.            | Goles            | Part.                 | Goles                 | Part. | Goles |
| --------------------------------------- | ------------- | ------------- | ----- | ----- | ---------------- | ---------------- | --------------------- | --------------------- | ----- | ----- |
| Real Valladolid C. F. Promesas · España | 1.ª F         | 2021-22       | 8     | 0     | —                | —                | —                     | —                     | 8     | 0     |
| Real Valladolid C. F. Promesas · España | Total club    | Total club    | 8     | 0     | 0                | 0                | 0                     | 0                     | 8     | 0     |
| Real Valladolid C. F. · España          | 2.ª           | 2021-22       | 1     | 0     | 1                | 0                | —                     | —                     | 2     | 0     |
| Real Valladolid C. F. · España          | 1.ª           | 2022-23       | 22    | 0     | 2                | 0                | —                     | —                     | 24    | 0     |
| Real Valladolid C. F. · España          | Total club    | Total club    | 23    | 0     | 3                | 0                | 0                     | 0                     | 26    | 0     |
| Sporting C. P. "B" Portugal             | 3.ª           | 2023-24       | 1     | 0     | —                | —                | —                     | —                     | 1     | 0     |
| Sporting C. P. "B" Portugal             | Total club    | Total club    | 1     | 0     | 0                | 0                | 0                     | 0                     | 1     | 0     |
| Sporting C. P. Portugal                 | 1.ª           | 2023-24       | 5     | 0     | 1                | 0                | 4                     | 0                     | 10    | 0     |
| Sporting C. P. Portugal                 | 1.ª           | 2024-25       | 3     | 0     | 3                | 0                | 0                     | 0                     | 6     | 0     |
| Sporting C. P. Portugal                 | Total club    | Total club    | 8     | 0     | 4                | 0                | 4                     | 0                     | 16    | 0     |
| Total carrera                           | Total carrera | Total carrera | 40    | 0     | 7                | 0                | 4                     | 0                     | 51    | 0     |

## Palmarés

### Títulos nacionales
| Título           | Club           | País     | Año  |
| ---------------- | -------------- | -------- | ---- |
| Primeira Liga    | Sporting C. P. | Portugal | 2024 |
| Primeira Liga    | Sporting C. P. | Portugal | 2025 |
| Copa de Portugal | Sporting C. P. | Portugal | 2025 |